# Doljane (Zvečan)
Pour l’article homonyme, voir Doljane.
Doljane en serbe latin et Dolanë en albanais (en serbe cyrillique : Дољане) est une localité du Kosovo située dans la commune/municipalité de Zvečan/Zveçan, district de Mitrovicë/Kosovska Mitrovica. Selon des estimations de 2009 comptabilisées pour le recensement kosovar de 2011, elle compte 179 habitants, dont une majorité de Serbes.

## Démographie

### Évolution historique de la population dans la localité
| 1948 | 1953 | 1961 | 1971 | 1981 | 1991 | 2009 |
| ---- | ---- | ---- | ---- | ---- | ---- | ---- |
| 138  | 151  | 178  | 217  | 247  | 241  | 179  |

|  |